# Munia Mayor Kastilská
Munia Mayor Kastilská (995 – 13. července 1066), také nazývána Muniadona Kastilská, byla navarrskou královnou, manželkou Sancha III. Navarrského.

## Život a dynastické nároky
Narodila se jako dcerka kastilského hraběte Sancha Garcii a jeho manželky Urracy Gómez z rodiny Banu Gómez. Muniadona se kolem roku 1011 provdala za Sancha III. z Navarry a Pamplony.
O něco později, v roce 1029, byla opět použita její následnická práva, když po vraždě hraběte Garcii Sáncheze z Kastilska rukou rodiny Vela z Leónu, se král Sancho III. zmocnil hrabství Kastilského. Činil tak na základě toho, že jeho manželka Munia byla sestrou zavražděného. Hrabství předal svému a Muniinu druhému synovi, Ferdinandovi. Podobně s manželem vznesla legitimní nárok na hrabství Ribagorza a Sobrarbe, nad nimiž její manžel získal vojenskou kontrolu.

## Potomci
Munia byla matkou pěti synů a možná i dvou dcer:
- García III. Navarrský, přezdívaný „ten z Nájery“, král Pamplony od roku 1035 až do své smrti v roce 1054 a ženatý s Štěpánkou z Foix
- Ferdinand I. Kastilský
- Ramiro Navarrský
- Gonzalo ze Sobrarby a Ribagorzy
- Bernardo Navarrský
- Jimena Navarrská
- Mayor Navarrská

## Testament
13. června 1066 byl otevřen její testament, kde svěřovala své koně těm, kterým je půjčovala do momentu její smrti a svobodu všem Saracénům, kteří byli v jejích službách a kteří konvertovali na křesťanskou víru. Klášteru San Martín de Frómista, který dala postavit, darovala pozemky, které do té doby jejím jménem používal a kromě toho, území Bobadilla a Ager, také třetinu pozemků Frómista a Población a polovinu louky a Serna ve Villota. Rozdělila své ovce, krávy a koně, které vlastnila ve Frómistě mezi církevní centra v Santa Marii, San Juan Bautista a San Martínu. Chtěla být pohřbena v San Martínu de Frómista a požádala tři mnichy, aby se modlili za její duši.